# Blythe (Puppe)
Bei Blythe handelt es sich um eine Puppe, die ursprünglich im Jahre 1972 vom US-amerikanischen Spielzeughersteller Kenner auf dem US-Markt eingeführt wurde.
Ihr primäres Erkennungsmerkmal sind ihre überdimensional großen Augen, welche durch einen Mechanismus am Hinterkopf der Puppe ihre Farbe und die Blickrichtung ändern können. Genau diese Augen scheinen jedoch auch der Grund gewesen zu sein, weshalb Blythe zu einem Ladenhüter wurde, denn viele Kinder klagten nach kurzer Zeit bereits über Alpträume, hervorgerufen durch die Riesenaugen der Puppe. Daher wurde die Produktion schon nach einem Jahr eingestellt. Lediglich bei Puppensammlern war sie in den Folgejahren als Kuriosität bekannt.
1997 wird jedoch die US-amerikanische Fotografin Gina Garan auf sie aufmerksam, als sie die Puppe von einem Freund geschenkt bekommt, da dieser eine gewisse Ähnlichkeit zwischen Blythe und Gina zu erkennen meint. Somit wird Blythe zum ersten Motiv, das Gina Garan verwendet, um ihre neue Kamera zu testen, wobei das Ergebnis sie scheinbar so überzeugt, dass sie im Anschluss Blythe auf ihre Reisen mitnimmt und allerorten fotografiert. Als die Chefin und Gründerin der Künstleragentur Cross World Connections (CWC) im Dezember 1999 die Blythe-Fotografien von Gina Garan sieht, erkennt sie sofort das Potenzial für Blythe in Japan und führt sie ihrem langjährigen Klienten Parco (japanische Einkaufskette) vor. Für die Weihnachtskampagne 2000 von Parco sticht Blythe dann sogar viele berühmte Schauspielerinnen aus und debütiert im Fernsehen in einem fünfzehnsekündigen stop-motionanimation Werbespot.
Blythe bleibt bis zum Sommer 2001 das Imagegirl für Parco. Im Jahr 2000 erscheint außerdem der Bildband This is Blythe von Gina Garan, in dem sie die Fotos von Blythe veröffentlicht, die sie während ihrer Reisen gemacht hat.
Blythe wurde in Japan zu einem vollen Erfolg und die Preise für alte Second-Hand-Blythe-Puppen explodierten geradezu. 2001 wurde in Zusammenarbeit mit CWC die erste Neo-Blythe von der Firma Takara hergestellt, welche schon am ersten Tag komplett ausverkauft war. Bis heute wurden etwa 50 Neo-Blythes produziert sowie 60 Petite Blythes, die Mini-Version der Blythe-Puppe. Des Weiteren gibt es viele Folgeartikel, wie Handtaschen und Kleidung mit Blythe-Aufdruck, Bücher und andere.